# Syntetisk MRI
Syntetisk MRI är en simuleringsmetod inom magnetisk resonanstomografi (MRI), för att generera kontrastviktade bilder baserat på mätning av vävnadsegenskaper.  De syntetiska (simulerade) bilderna genereras efter en MR-studie, från parametriska kartor över vävnadsegenskaper med hjälp av en mjukvara. Det är därigenom möjligt att generera flera kontrastsekvenser från samma undersökning. Detta skiljer sig från konventionell MRI, där signalen som erhålls från vävnaden används för att generera en bild direkt, ofta genererar endast en kontrastsekvens per undersökning. De syntetiska bilderna liknar till utseendet de som normalt tas med en MRI-skanner.
1. ↑  Ji, Sooyeon; Yang, Dongjin; Lee, Jongho; Choi, Seung Hong; Kim, Hyeonjin; Kang, Koung Mi (2022-04). ”Synthetic MRI : Technologies and Applications in Neuroradiology” (på engelska). Journal of Magnetic Resonance Imaging 55 (4):  sid. 1013–1025. doi:10.1002/jmri.27440. ISSN 1053-1807. https://onlinelibrary.wiley.com/doi/10.1002/jmri.27440. Läst 1 juli 2023.